# Semiothisa xanthonora
Semiothisa xanthonora är en fjärilsart som beskrevs av Walker 1861. Semiothisa xanthonora ingår i släktet Semiothisa och familjen mätare. Inga underarter finns listade i Catalogue of Life.